# Aplec del Sénia

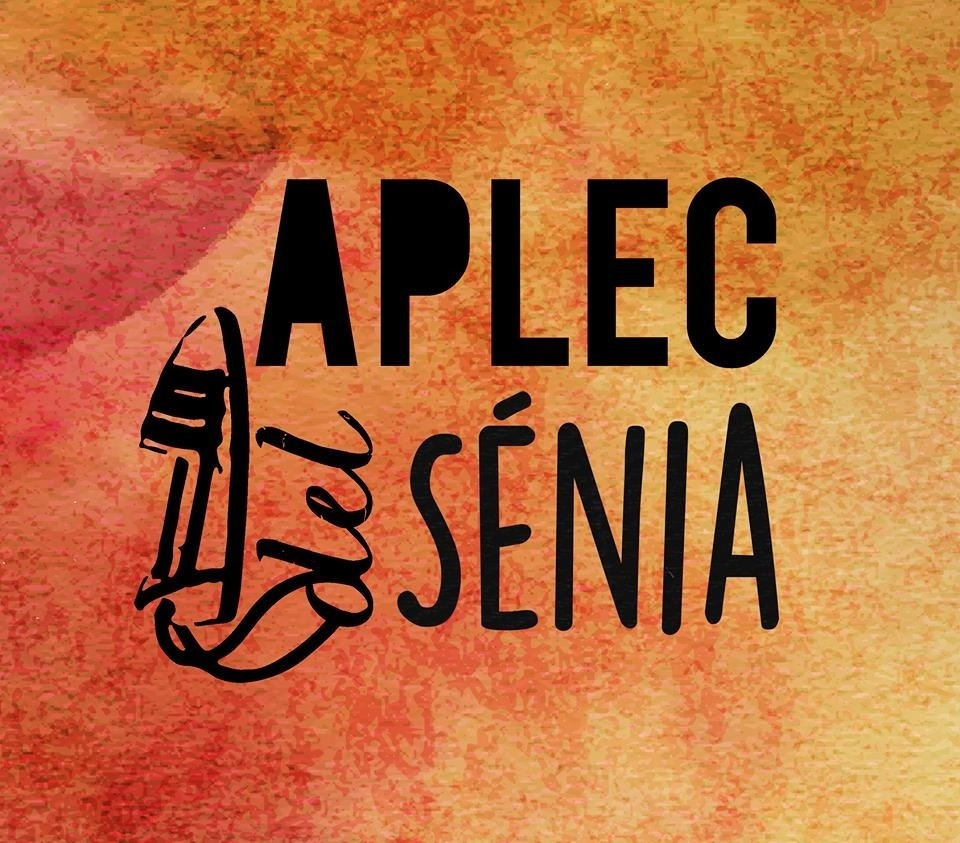
Logotip de l'Aplec del Sénia (2015)

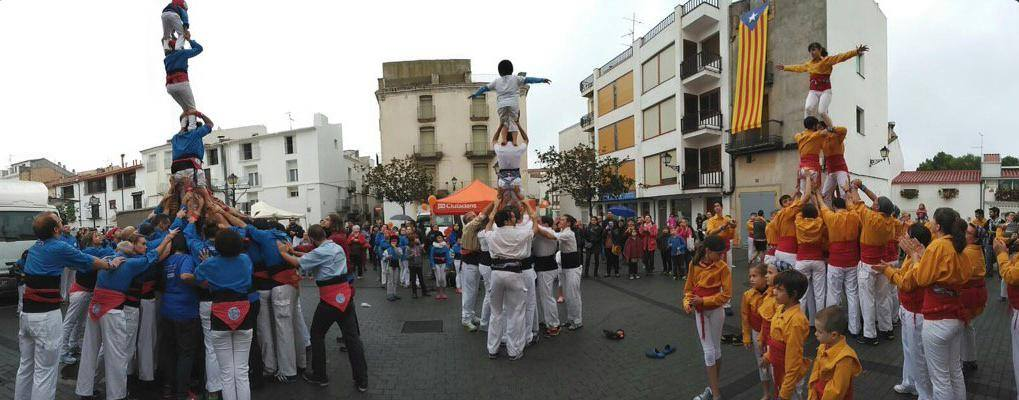
Actuació dels Xiqüelos i xiqüeles del Delta, la Muixeranga de Vinaròs i la Muixeranga de Castelló en l'Aplec del Sénia del 2015

L'Aplec del Sénia és un acte d'afirmació nacional dels Països Catalans que té per objectiu reivindicar la comarca natural del Sénia com a epicentre de la nació catalana. L'Aplec es va organitzar per primera volta l'any 2005 a Vinaròs i els dos anys posteriors a aquella edició -2006 i 2007- l'acte es traslladà a Alcanar. L'any 2008 s'organitzà a Ulldecona. Aquestes quatre edicions van ser organitzades pel Casal Popular del Sénia, amb seu a Vinaròs.
El 31 d'octubre de 2015, l'organització juvenil Arran (organització) i l'Associació de Joves de la Sénia, entre d'altres, van recuperar la trobada, aquesta volta al municipi de La Sénia, sota el lema 'Calça't les espardenyes'.